# Anna J. Harrison
Anna Jane Harrison (23 de diciembre de 1912-8 de agosto de 1998) fue una química orgánica estadounidense y profesora de Química en el Mount Holyoke College durante casi cuarenta años. Fue la primera mujer presidenta de la American Chemical Society y receptora de veinte títulos honorarios. Conocida a nivel nacional por su labor en la docencia y a nivel internacional como activa defensora de la presencia de las mujeres en la ciencia.

## Primeros años y educación
Anna Harrison nació el 23 de diciembre de 1912 en Benton City, Misuri. Era hija de los granjeros Albert Harrison y Mary Katherine Jones Harrison. Su padre murió cuando Anna tenía siete años, dejando a la madre a cargo de administrar la granja familiar y cuidar de los dos hijos de la pareja. Se interesó por primera vez en la ciencia mientras asistía a la escuela secundaria en Mexico, Misuri. Obtuvo la licenciatura en Química en 1933, una licenciatura en Educación en 1935, la maestría en Química en 1937 y un doctorado en Física Química en 1940, todos en la Universidad de Misuri.

## Carrera
Mientras estudiaba para obtener su título de maestría en Química, Harrison impartió clases de educación primaria en una escuela rural de una sola aula en el condado de Audrain, Misuri, donde había estudiado cuando era niña. Luego enseñó Química en el H. Sophie Newcomb Memorial College, el colegio para mujeres de la Universidad de Tulane, de 1940 a 1945. Se ausentó de la enseñanza en 1942, durante la Segunda Guerra Mundial, y condujo algunas investigaciones secretas en la Universidad de Misuri. Realizó una investigación sobre el humo tóxico en 1944, para el Comité de Investigación de la Defensa Nacional; la AJ Griner Co. de Kansas City, Misuri; y la Corning Glass Works de Corning, Nueva York. Sus hallazgos fueron instrumentales en la creación de equipos de detección de humo para el Ejército de los Estados Unidos. Por este trabajo recibió el Premio Frank Forrest de la American Ceramic Society.
Se unió al departamento de Química en Mount Holyoke College en 1945, para trabajar como profesora asistente con la profesora e investigadora Emma P. Carr. Se convirtió en profesora titular en 1950 y fue jefa del departamento de 1960 a 1966. Mientras trabajaba en la universidad, también prestó sus servicios en la National Science Board de 1972 a 1978. Se retiró del Mount Holyoke College en 1979 y después de su jubilación enseñó en la Academia Naval de los Estados Unidos en Annapolis, Maryland. Se convirtió en la primera mujer presidenta de la American Chemical Society en 1978 y también desempeñó el cargo de presidenta de la Asociación Estadounidense para el Avance de la Ciencia en 1983.
Como educadora e investigadora, Harrison trabajó con muchas organizaciones científicas en los Estados Unidos, particularmente la American Chemical Society, la Asociación Estadounidense para el Avance de la Ciencia, la Association of American Colleges and Universities, el American Chemistry Council, la Education Commission of the States, el Lunar and Planetary Institute, la Academia Nacional de Ciencias, el Consejo Nacional de Investigación, la National Science Board y la Fundación Nacional para la Ciencia. Como representante de estas organizaciones realizó varios viajes, fue a la India para la Fundación Nacional para la Ciencia en 1971; a la Antártida para el National Science Board en 1974; a Japón, España y Tailandia como presidente de la American Chemical Society en 1978; y a la India nevamente para la Asociación Estadounidense para el Avance de la Ciencia en 1983.
La investigación de Harrison se centró en la estructura de los compuestos orgánicos y su interacción con la luz, particularmente en las bandas ultravioleta y ultravioleta lejana. Recibió una subvención de la Junta Asesora del Fondo de Investigación Petrolera de la American Chemical Society para «un estudio experimental de los espectros de absorción ultravioleta lejana y productos de fotodescomposición de compuestos orgánicos seleccionados». Escribió artículos para Journal of the American Chemical Society, Chemical & Engineering News y Encyclopædia Britannica. Fue miembro de los consejos editoriales del Journal of College Science Teaching de la National Science Teachers Association y de Chemical & Engineering News. Fue coautora del libro de texto Chemistry: A Search to Understand (1989), junto con Edwin S. Weaver, colega de Mount Holyoke College.
Siempre estuvo interesada en conseguir que se aumentara el financiamiento para la educación científica por parte de agencias estatales y federales y en promover la causa de la integración de las mujeres en la ciencia. Falleció el 8 de agosto de 1998 en Holyoke, Massachusetts, a la edad de ochenta y cinco años a causa de un derrame cerebral.